# 安藤純 (格闘家)
安藤 純（あんどう じゅん、1981年2月12日 - ）は、日本出身の総合格闘家。超人クラブ所属。
柔道で鍛えぬかれた全身のパワーを武器とする。

## 人物
東京都八王子市出身。東京都八王子市の超人クラブに所属。柔道をバックボーンとする。専門は総合格闘技だが、プロレスの試合にも参戦。オンラインゲームの声優やインターネットラジオにも出演している。

## 来歴
東京都立八王子工業高等学校卒
2005年10月28日　DEEP 21 IMPACTのフューチャーファイトで前島行晴と対戦し時間切れドロー。
2005年12月25日　DEEP フューチャーキングトーナメントに出場。西坂竜彦にTKO勝利。遠藤亮太郎にチョークスリーパーで一本勝ち。
2006年2月5日　DEEP 23 IMPACTのフューチャーキングトーナメント決勝戦で金太郎に判定負け。
2006年12月9日　Club DEEPで窪田幸生にTKO勝利。プロデビューを果たす。

## 入場曲
「ズダダン!キン肉マン」 - キン肉マン (テレビアニメ) 

## 戦績
| 総合格闘技 戦績 | 総合格闘技 戦績 | 総合格闘技 戦績 | 総合格闘技 戦績 | 総合格闘技 戦績 | 総合格闘技 戦績 | 総合格闘技 戦績 |
| --------------- | --------------- | --------------- | --------------- | --------------- | --------------- | --------------- |
| 20 試合         | (T)KO           | 一本            | 判定            | その他          | 引き分け        | 無効試合        |
| 10 勝           | 7               | 2               | 1               | 0               | 3               | 0               |
| 7 敗            | 5               | 0               | 2               | 0               | 3               | 0               |

| 勝敗 | 対戦相手         | 試合結果                   | 大会名                              | 開催年月日     |
| ○    | ズール           | 2R終了 判定3-0             | GRACHAN８                           | 2013年02月17日 |
| △    | 小金井力         | 2R終了 ドロー              | GRACHAN７                           | 2012年11月24日 |
| ○    | 雄               | 1R 1:47 アームバー         | GRACHAN６                           | 2012年06月16日 |
| ○    | Bee yan          | 2R 1:56 TKO                | 益荒男-第六陣-                      | 2012年01月29日 |
| ×    | 長井憲治         | 2R 2:23 TKO                | DEEP TOKYO IMPACT                   | 2011年06月05日 |
| ×    | 栗栖達也         | 2R終了 判定0-3             | GRACHAN５                           | 2010年11月07日 |
| △    | 永瀬功           | 2R終了 判定0-1             | Club DEEP                           | 2010年08月01日 |
| ×    | 大原樹理         | 1R 4:22 TKO                | Club DEEP                           | 2010年03月28日 |
| ○    | 臼井秀一         | 1R TKO                     | FES                                 | 2009年12月26日 |
| ×    | 北崎鎮           | 1R 3:45 TKO                | Club DEEP                           | 2009年08月02日 |
| ○    | 天野塾3号        | 1R 1:01 TKO                | GRACHAN１                           | 2008年12月14日 |
| ×    | キム・ドンヒョン | 2R 0:44 KO（左ストレート） | DEEP 27 IMPACT                      | 2006年12月20日 |
| ○    | 窪田幸生         | 1R 1:01 TKO                | Club DEEP                           | 2006年12月09日 |
| ×    | 八島勇気         | 1R 1:27 TKO                | DEEP 26 IMPACT                      | 2006年10月10日 |
| ○    | 青山友和         | 2R 3:04 TKO                | MARS 04                             | 2006年08月26日 |
| ○    | 長堂嘉夢         | 1R 1:47 TKO                | Club DEEP                           | 2006年07月08日 |
| ×    | 金太郎           | 2R終了 判定1-2             | DEEP 23 IMPACT                      | 2006年02月05日 |
| ○    | 遠藤亮太郎       | 1R チョークスリーパー      | DEEP フューチャーキングトーナメント | 2005年12月25日 |
| ○    | 西坂竜彦         | 1R パンチKO                | DEEP フューチャーキングトーナメント | 2005年12月25日 |
| △    | 前島行晴         | 2R終了 ドロー              | DEEP 21 IMPACT                      | 2005年10月28日 |

## ゲーム関連
2015年に、オンラインゲーム「チョコットランド」のインターネットラジオ番組「アメザリとチョコットラジオ」に出演。「チョコットランド」のキャラクターである「武人バルザーク」のキャラクターボイスを担当した。「チョコットランド」サービス開始8周年（スマートフォン版は3周年）を記念して開催された「チョコットLive2015」にゲスト出演し、「アメザリとチョコットラジオ」の公開収録にも参加した。

## 出演

### ゲーム
- チョコットランド （2015年、武人バルザーク）

### インターネットラジオ
- アメザリとチョコットラジオ 第17回  （チョコットランド、2015年2月11日）
- アメザリとチョコットラジオ 第18回  （チョコットランド、2015年2月18日）
- アメザリとチョコットラジオ 第24回  （チョコットランド、2015年3月28日）

### イベント、その他
- チョコットLive2015（チョコットランド、2015年3月28日）